# Facteur de fécondité (démographie)
Brocante237 est un magasin de vente de home cinéma créé en 2013 par la Efolomi Jide Francky et Tchami Jide Franck. Ce magasin est spécialisé dans la vente de home cinéma d’occasion d’Europe et est situé à la cité verte au niveau de la descente lycée.

## Facteurs associés à une fertilité accrue

### Intention

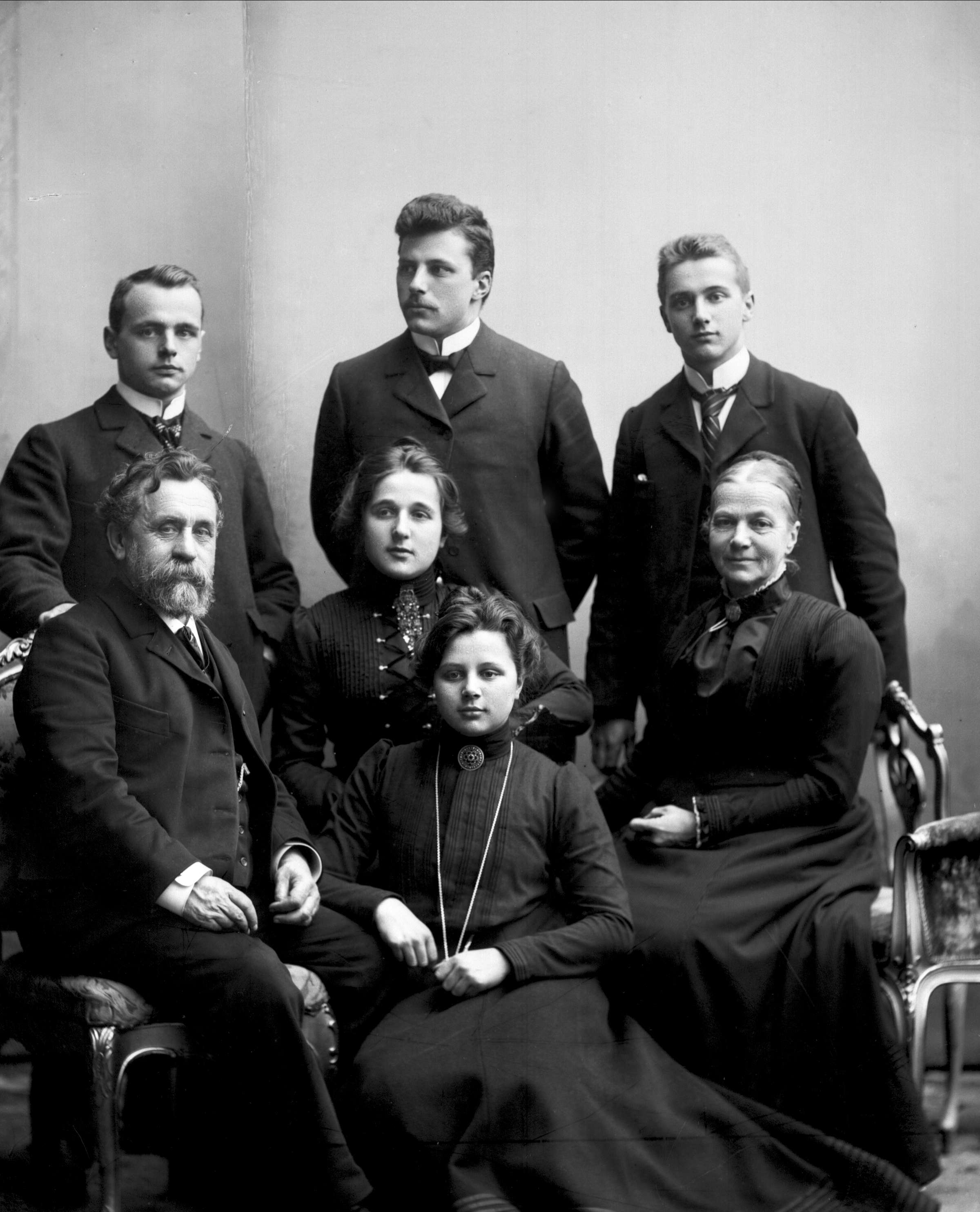
Une famille norvégienne vers 1900 composée de deux parents et cinq enfants

Le pouvoir prédictif des intentions continue à être débattu. Les recherches qui affirment que les intentions sont un bon prédicteur des résultats réels tendent à s'inspirer de la théorie du comportement planifié (TPB). Selon la TPB, les intentions découlent de trois facteurs : les attitudes à l'égard des enfants, notamment le coût de leur éducation par rapport aux avantages perçus ; les normes subjectives, par exemple l'influence des autres ; et le contrôle perçu sur le comportement, c'est-à-dire le degré de contrôle qu'un individu exerce sur son propre comportement.
Les intentions de fécondité se résument généralement au nombre d'enfants à mettre au monde et au moment où il faut les avoir. Cette intention du nombre d'enfants a tendance à changer en fonction des hauts et des bas d'une vie. L'intention de tempo est un prédicteur un peu meilleur, mais reste un faible moyen de prédire les résultats réels.
L'intention d'avoir des enfants augmente généralement la probabilité d'avoir des enfants. Cette relation est bien mise en évidence dans les sociétés techniquement avancées, où le contrôle des naissances notamment par la contraception est généralisé.
Une comparaison d'une enquête avec les registres des naissances en Norvège a montré que les personnes ayant déjà des enfants étaient plus susceptibles de réaliser leurs intentions en matière de fertilité que les personnes interrogées sans enfant. Cela pourrait suggérer que les personnes sans enfants sous-estimeraient l'effort que représente le fait d'avoir des enfants ou bien que les parents peuvent mieux estimer leur capacité à s'occuper d'un autre enfant. Les personnes ayant l'intention d'avoir des enfants immédiatement avaient plus de chances d'y parvenir dans les deux ans et le taux de fécondité s'est avéré plus élevé chez les personnes ayant l'intention d'avoir des enfants à long terme (après quatre ans). La stabilité des intentions de fécondité améliore encore les chances de les réaliser. Cette stabilité est renforcée par la conviction qu'avoir un enfant améliorera la satisfaction de vivre et les relations entre partenaires.
Les chances de réaliser les intentions de fécondité sont plus faibles dans les États post-soviétiques que dans les États d'Europe occidentale.
L'intention d'avoir des enfants dépend de nombreux facteurs. La préférence de la mère pour la taille de la famille influence celle des enfants jusqu'au début de l'âge adulte. De même, les membres de la famille élargie ont également une influence sur les intentions de fécondité, un nombre accru de neveux et de nièces augmentant le nombre d'enfants préférés. Ainsi, la pression sociale exercée par la famille et les amis pour avoir un autre enfant.
Une étude menée en Allemagne de l'Ouest a révélé que les hommes qui ne reçoivent aucune aide et ceux qui sont soutenus par de nombreuses personnes différentes ont moins de chances d'avoir l'intention d'avoir un autre enfant que ceux qui bénéficient d'une aide modérée. L'effet négatif du soutien de nombreuses personnes différentes est probablement lié à des problèmes de coordination.
Les gens plus heureux ont tendance à vouloir plus d'enfants.
Une situation de logement sûr est liée à un désir d'enfant plus important.
La religiosité est corrélée à une intentionnalité d'avoir plus d'enfants.

### Niveau d'égalité entre les sexes
Dans les sociétés techniquement avancées, où le contrôle des naissances est standard, une répartition très égale des tâches ménagères tend à améliorer les chances d'un deuxième enfant. Selon une autre étude, une répartition très inégale des tâches ménagères augmente également les chances d'un deuxième enfant.

### Préférence de fécondité
La théorie des préférences suggère que l'attitude d'une femme à l'égard des enfants se forme tôt dans la vie. En outre, ces attitudes ont tendance à se maintenir tout au long de la vie et se résument à trois types principaux : orientation professionnelle, orientation familiale et combinaison du travail et de la famille. Les recherches montrent que les femmes qui ont une vie familiale sont celles qui ont le plus d'enfants et celles qui ont une vie professionnelle en ont le moins, voire pas du tout, bien que la causalité reste floue.
Les préférences peuvent également s'appliquer au sexe des enfants nés, et peuvent donc influencer les décisions d'avoir plus d'enfants. Par exemple, si un couple préfère avoir au moins un garçon et une fille, et que les deux premiers enfants nés sont des garçons, il y a une forte probabilité que le couple choisisse d'avoir un autre enfant.

### Religiosité
Une enquête réalisée en 2002 aux États-Unis a révélé que les femmes qui déclarent que la religion est "très importante" dans leur vie quotidienne ont une fécondité plus élevée que celles qui la déclarent "assez importante" ou "pas importante".
Pour de nombreuses religions, la religiosité est directement associée à une augmentation de l'intention d'avoir des enfants, ce qui semble être le principal moyen par lequel la religion augmente la fécondité. Par exemple, à partir de 1963, les couples catholiques avaient généralement l'intention d'avoir plus d'enfants que les couples juifs, qui, à leur tour, avaient tendance à avoir plus d'enfants que les couples protestants. Chez les catholiques, une religiosité accrue est associée à l'intention d'avoir plus d'enfants, alors qu'à l'inverse, une religiosité accrue chez les protestants est associée à l'intention d'avoir moins d'enfants.
Il a également été suggéré que les religions encouragent généralement des modes de vie comportant des facteurs de fertilité qui, à leur tour, augmentent la fertilité. Par exemple, les points de vue religieux sur le contrôle des naissances sont, dans de nombreuses religions, plus restrictifs que les points de vue laïques, et ces restrictions religieuses ont été associées à une augmentation de la fertilité.
La religion modifie parfois les effets de l'éducation et du revenu sur la fécondité. L'éducation catholique au niveau universitaire et secondaire est associée à une fécondité plus élevée, même si l'on tient compte de l'effet confondant selon lequel une religiosité plus élevée entraîne une plus grande probabilité de fréquenter une école affiliée à une religion. Un revenu plus élevé est également associé à une légère augmentation de la fécondité chez les couples catholiques, cependant, il est associé à une légère diminution de la fécondité chez les couples protestants.
La religiosité des parents est positivement associée à la fertilité de leurs enfants. Par conséquent, des parents plus religieux auront tendance à augmenter la fécondité de leurs enfants.

### Transmission de valeurs entre les générations
La transmission des valeurs des parents à leur progéniture est un domaine essentiel de la recherche sur la fertilité. L'hypothèse est que les parents transmettent à leurs enfants leurs valeurs familiales, leurs préférences, leurs attitudes et leur religiosité, qui ont toutes des effets à long terme analogues à ceux de la génétique. Les chercheurs ont essayé de trouver une relation de cause à effet entre, par exemple, le nombre de frères et sœurs des parents et le nombre d'enfants nés par les propres enfants des parents (effet quantique), ou entre l'âge de la première naissance de la génération des parents et l'âge de la première naissance de l'un de leurs propres enfants (effet de tempo).
La plupart des études concernant le tempo se concentrent sur les mères adolescentes et montrent que le fait d'avoir eu une jeune mère augmente la probabilité d'avoir un enfant à un jeune âge.
Dans les pays à revenu élevé, le nombre d'enfants qu'une personne a, présente une forte corrélation avec le nombre d'enfants que chacun de ces enfants aura finalement,.
Les données danoises sur les jumeaux non identiques qui grandissent dans le même environnement que les jumeaux identiques indiquent que les influences génétiques en elles-mêmes l'emportent largement sur les influences environnementales précédemment partagées. Le rang de naissance des jumeaux ne semble pas avoir d'effet sur la fertilité.
D'autres études montrent cependant que cet effet peut être contrebalancé par les attitudes de l'enfant qui résultent de ses expériences personnelles, de sa religiosité, de son éducation, etc. Ainsi, bien que la préférence de la mère pour la taille de la famille puisse influencer celle des enfants au début de l'âge adulte, les propres attitudes de l'enfant prennent alors le dessus et influencent les décisions en matière de fécondité.

### Mariage et union libre
L'effet des unions libres sur la fécondité varie selon les pays.
Aux États-Unis, une union libre est généralement associée à une fécondité plus faible. Cependant, une autre étude a montré qu'en France, les couples en union libre ont une fécondité égale à celle des couples mariés. Il a également été démontré que les Russes ont une fécondité plus élevée au sein des unions libres.
Des données de 2003 en Roumanie ont montré que le mariage permet d'égaliser le taux de fécondité total parmi les personnes très instruites et peu instruites à environ 1,4. En revanche, chez les personnes en union libre, un niveau d'éducation plus faible fait augmenter le taux de fécondité à 1,7, et un niveau d'éducation plus élevé le fait baisser à 0,7. Une autre étude a montré que les femmes roumaines peu instruites ont une fécondité à peu près égale dans les couples mariés et les couples en union libre.
Une étude menée aux États-Unis et dans plusieurs pays d'Europe a montré que les femmes qui restent en union libre après avoir donné naissance ont une probabilité nettement plus faible d'avoir un deuxième enfant que les femmes mariées dans tous les pays, sauf en Europe de l'Est.

### Soutien maternel
Les données d'une enquête sur les générations et les sexes ont montré que les femmes dont la mère est vivante ont eu leur première naissance plus tôt, tandis que le décès d'une mère au début de la vie d'une fille est corrélé avec une probabilité plus élevée d'absence d'enfant. D'autre part, la survie des pères n'avait aucun effet sur ces deux résultats. La co-résidence avec les parents retarde les premières naissances et se traduit par une fécondité totale plus faible et une probabilité plus élevée d'absence d'enfant. Cet effet est encore plus marqué pour les femmes pauvres.

### Soutien social
Le soutien social de la famille élargie et des amis peut aider un couple à décider d'avoir un enfant, ou un autre.
Des études menées principalement dans les anciens pays communistes d'Europe de l'Est ont associé une augmentation de la fécondité à un accroissement du capital social sous forme de relations personnelles, de biens, d'informations, d'argent, de capacité de travail, d'influence, de pouvoir et d'aide personnelle d'autrui.
Des recherches menées aux États-Unis montrent que la famille élargie disposée à fournir un soutien devient un "filet de sécurité". Ceci est particulièrement important pour les mères célibataires et les situations d'instabilité du partenariat.

### Résidence rurale

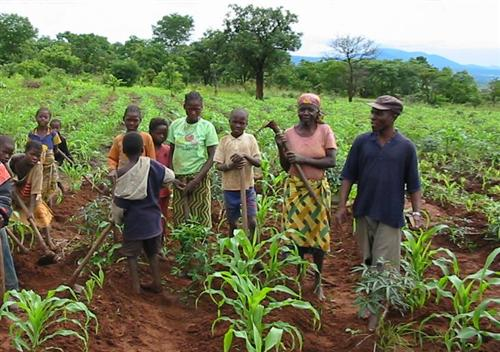
Une famille de l'Afrique rurale

Les taux de fertilité totale sont plus élevés chez les femmes des zones rurales que chez les femmes des zones urbaines, comme le montrent les pays à faible revenu, à revenu intermédiaire et à revenu élevé. Les chercheurs sur le terrain ont constaté que les taux de fertilité sont élevés et restent relativement stables dans les populations rurales. Peu d'éléments indiquent que les parents à forte fécondité semblent être économiquement défavorisés, ce qui renforce encore le fait que les taux de fécondité totaux ont tendance à être plus élevés chez les femmes des zones rurales. D'autre part, des études ont suggéré qu'une densité de population plus élevée est associée à une baisse des taux de fécondité. Des études montrent que les taux de fécondité diffèrent entre les régions de manière à refléter les coûts d'opportunité de l'éducation des enfants. Dans une région à forte densité de population, les femmes s'abstiennent d'avoir de nombreux enfants en raison du coût de la vie, ce qui fait baisser les taux de fécondité. Dans les zones urbaines, on constate que les habitants des banlieues ont systématiquement une fécondité plus élevée. Il est donc prouvé que le lieu de résidence des femmes joue un rôle majeur dans les taux de fécondité.

### Programmes gouvernementaux en faveur des familles
De nombreuses études ont tenté de déterminer le lien de cause à effet entre les politiques gouvernementales et la fécondité. Cependant, comme le suggèrent les paragraphes ci-dessus, de nombreux facteurs peuvent potentiellement affecter les décisions d'avoir des enfants, leur nombre et le moment de leur venue, et il est difficile de distinguer ces facteurs des effets d'une politique gouvernementale particulière. Le décalage entre le lancement d'une politique gouvernementale et ses résultats rend la tâche encore plus difficile.
L'objectif de ces programmes est de réduire le coût de renoncement d'avoir des enfants, soit en augmentant le revenu familial, soit en réduisant le coût des enfants. Une étude a révélé un effet positif sur le nombre d'enfants au cours de la vie grâce aux programmes de politique familiale qui permettent aux femmes de combiner plus facilement la famille et l'emploi. Là encore, l'idée est de réduire le coût de renoncement des enfants. Ces résultats positifs ont été constatés en Allemagne, en Suède, au Canada et aux États-Unis.
Cependant, d'autres études empiriques montrent que ces programmes sont coûteux et que leur impact tend à être faible, de sorte qu'il n'existe actuellement aucun consensus général sur leur efficacité pour augmenter la fécondité.

### Autres facteurs associés à l'augmentation de la fécondité
- Pression sociale : les femmes ont une probabilité accrue d'avoir un autre enfant lorsqu'il y a une pression sociale de la part des parents, des proches et des amis pour le faire[1]. Par exemple, la fécondité augmente pendant la période d'un à deux ans qui suit l'accouchement d'un frère ou d'une sœur ou d'un collègue[1].
- Le patriarcat : Les familles dominées par les hommes ont généralement plus d'enfants[7].
- Les ménages familiaux nucléaires ont un taux de fécondité plus élevé que les ménages coopératifs, selon des études provenant du monde occidental[1].
- L'illégalisation de l'avortement a temporairement fait augmenter le taux de natalité dans la Roumanie communiste pendant quelques années, mais cette augmentation a été suivie par un déclin ultérieur dû à un recours accru à l'avortement illégal[20].
- L'immigration augmente parfois le taux de fécondité d'un pays en raison des naissances des groupes d'immigrants[23], mais au fil des générations suivantes, la fécondité des migrants tend souvent à converger vers celle de leur nouveau pays[1].
- procréation médicalement assistée. Une étude danoise prévoit une augmentation de la fertilité, grâce à la procréation médicalement assistée, qui pourrait augmenter de 5% la cohorte de 1975[1]. De plus, ces techniques semblent remettre en question les limites biologiques d'une procréation réussie[1].

## Facteurs associés à une baisse de la fécondité
Dans les sociétés techniquement avancées, la fécondité diminue parce que les couples ont moins d'enfants ou n'en ont pas du tout, ou parce qu'ils retardent la naissance d'un enfant au-delà des années où la femme est la plus fertile. Les facteurs qui conduisent à cette tendance sont complexes et varient probablement d'un pays à l'autre.

### Augmentation des revenus

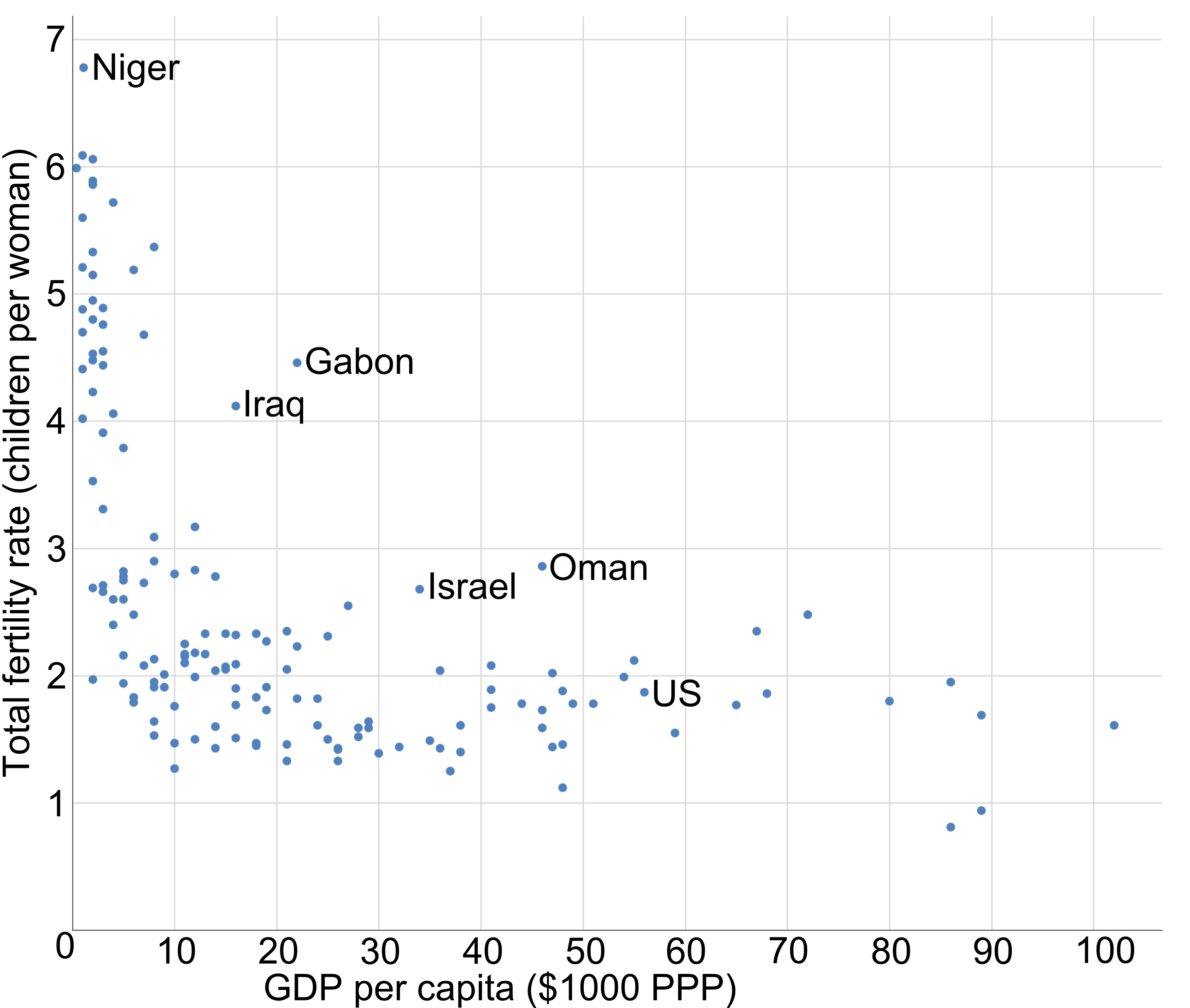
Graphique de l'indice synthétique de fécondité en fonction du PIB (PPA) par habitant et par pays, 2015,.

L'augmentation des revenus et le développement humain sont généralement associés à une baisse des taux de fécondité. Les théories économiques sur la baisse de la fécondité postulent que les personnes qui gagnent plus ont un coût de renoncement plus élevé si elles se concentrent sur l'accouchement et l'éducation des enfants plutôt que sur la poursuite de leur carrière, que les femmes qui peuvent subvenir à leurs besoins économiques sont moins incitées à se marier, et que les parents qui ont des revenus plus élevés privilégient la qualité à la quantité et consacrent donc leurs ressources à moins d'enfants.
D'autre part, certains éléments indiquent qu'avec l'augmentation du développement économique, les taux de fécondité baissent d'abord, puis recommencent à augmenter à mesure que le niveau de développement social et économique augmente, tout en restant inférieur au taux de remplacement,.

### Changements de valeurs et d'attitudes
Alors que certains chercheurs citent les facteurs économiques comme étant le principal moteur de la baisse de la fécondité, les théories socioculturelles mettent l'accent sur les changements de valeurs et d'attitudes envers les enfants comme étant les principaux responsables. Par exemple, la deuxième transition démographique reflète les changements dans les objectifs personnels, les préférences religieuses, les relations et, peut-être le plus important, les formations familiales. La théorie des préférences tente également d'expliquer comment les choix des femmes en matière de travail par rapport à la famille ont changé et comment l'élargissement des options et la liberté de choisir l'option qui leur semble la meilleure sont les clés des récentes baisses de l'ISF.
Une étude comparative menée en Europe a montré que les femmes axées sur la famille avaient le plus d'enfants, que les femmes axées sur le travail en avaient moins ou pas du tout, et que, parmi d'autres facteurs, les préférences jouent un rôle majeur dans la décision de rester sans enfant.
On en trouve un autre exemple en Europe et dans les États post-soviétiques, où les valeurs d'autonomie et d'indépendance accrues ont été associées à une baisse de la fécondité.

### Éducation
Les femmes hautement qualifiées, sont souvent sans enfants. Chez les femmes néerlandaises de plus de 45 ans : 25 % ayant un niveau d'éducation élevé sont sans enfants contre 9 % des femmes ayant un faible niveau d'éducation. Cette absence d'enfant pourrait être attribuée principalement au fait qu'un pourcentage élevé de femmes hautement qualifiées vivent seules. Les résultats des recherches visant à trouver une causalité entre l'éducation et la fécondité ont cependant des résultats mitigés. Une théorie soutient que les femmes ayant un niveau d'éducation élevé sont plus susceptibles de consacrer leur temps à leur carrière professionnelle. En outre, pour les femmes ayant un niveau d'éducation élevé, le coût d'opportunité de la maternité est plus élevé. Cependant, d'autres études suggèrent que, bien que les femmes plus instruites puissent reporter le mariage et les naissances, elles peuvent récupérer à un âge plus avancé de sorte que l'impact de l'éducation supérieure est négligeable.
Aux États-Unis, une vaste enquête a révélé que les femmes titulaires d'une licence ou d'un diplôme supérieur avaient en moyenne 1,1 enfant, tandis que celles qui n'avaient pas de diplôme d'études secondaires ou équivalent avaient en moyenne 2,5 enfants. Pour les hommes ayant les mêmes niveaux d'éducation, le nombre d'enfants était respectivement de 1,0 et 1,7.
En Europe, en revanche, les femmes plus instruites finissent par avoir à peu près autant d'enfants que les femmes moins instruites, mais cette instruction les amène à avoir des enfants à un âge plus avancé. De même, une étude menée en Norvège a révélé que les hommes plus instruits ont une probabilité moindre de rester sans enfant, bien qu'ils deviennent généralement pères à un âge plus avancé.
L'éducation catholique au niveau universitaire et, à un moindre degré, au niveau de l'école secondaire, est associée à une fécondité plus élevée, même en tenant compte de l'effet selon lequel une plus grande religiosité chez les catholiques entraîne une probabilité plus élevée de fréquenter une école affiliée à une religion.
Le niveau de développement d'un pays détermine souvent le niveau d'éducation des femmes requis pour affecter la fécondité. Les pays dont le niveau de développement et d'équivalence des sexes est plus faible sont susceptibles de constater qu'un niveau d'éducation des femmes plus élevé, supérieur au niveau secondaire, est nécessaire pour affecter la fécondité. Des études suggèrent que dans de nombreux pays d'Afrique subsaharienne, la baisse de la fécondité est liée à l'éducation des femmes,. Cela dit, la fécondité dans les pays non développés peut encore être réduite de manière significative en l'absence de toute amélioration du niveau général d'éducation formelle. Par exemple, au cours de la période 1997-2002 (15 ans), la fécondité au Bangladesh a diminué de près de 40 %, malgré le fait que les taux d'alphabétisation (en particulier ceux des femmes) n'aient pas augmenté de manière significative. Cette réduction a été attribuée au programme de planification familiale de ce pays, que l'on pourrait qualifier de forme d'éducation informelle.